# Serdobsk
Serdobsk (rusky Сердобск) je město v Penzenské oblasti v Ruské federaci. Při sčítání lidu v roce 2010 měl přes pětatřicet tisíc obyvatel.

## Poloha a doprava
Serdobsk leží na západním okraji Povolžské vrchoviny na Serdobě, levém přítoku Chopjoru v povodí Donu. Od Penzy, správního střediska oblasti, je vzdálen přibližně 110 kilometrů jihozápadně.
Přes město prochází železniční trať Balašov–Rtiščevo–Penza, která byla uvedena do provozu v letech 1894–1896. 

## Dějiny
Serdobsk vznikl v roce 1699 jako opevnění zvané Serdobinskaja Sloboda.  V roce 1780 získal status města a nejprve se nazýval Serdob, což se později změnilo na Serdobsk. Jméno sídla je odvozeno od jména řeky, které je mordvinského původu, od slova sjardo označujícího losa či jelena.

### Rodáci
- Pavel Nikolajevič Jabločkov (1847–1894), elektrotechnik

## Kultura
Serdobsk je sídelním městem Serdobské eparchie ruské pravoslavné církve, přičemž tato eparchie vznikla v roce 2012 vyčleněním z penzenské eparchie.